# Lama Bolzano

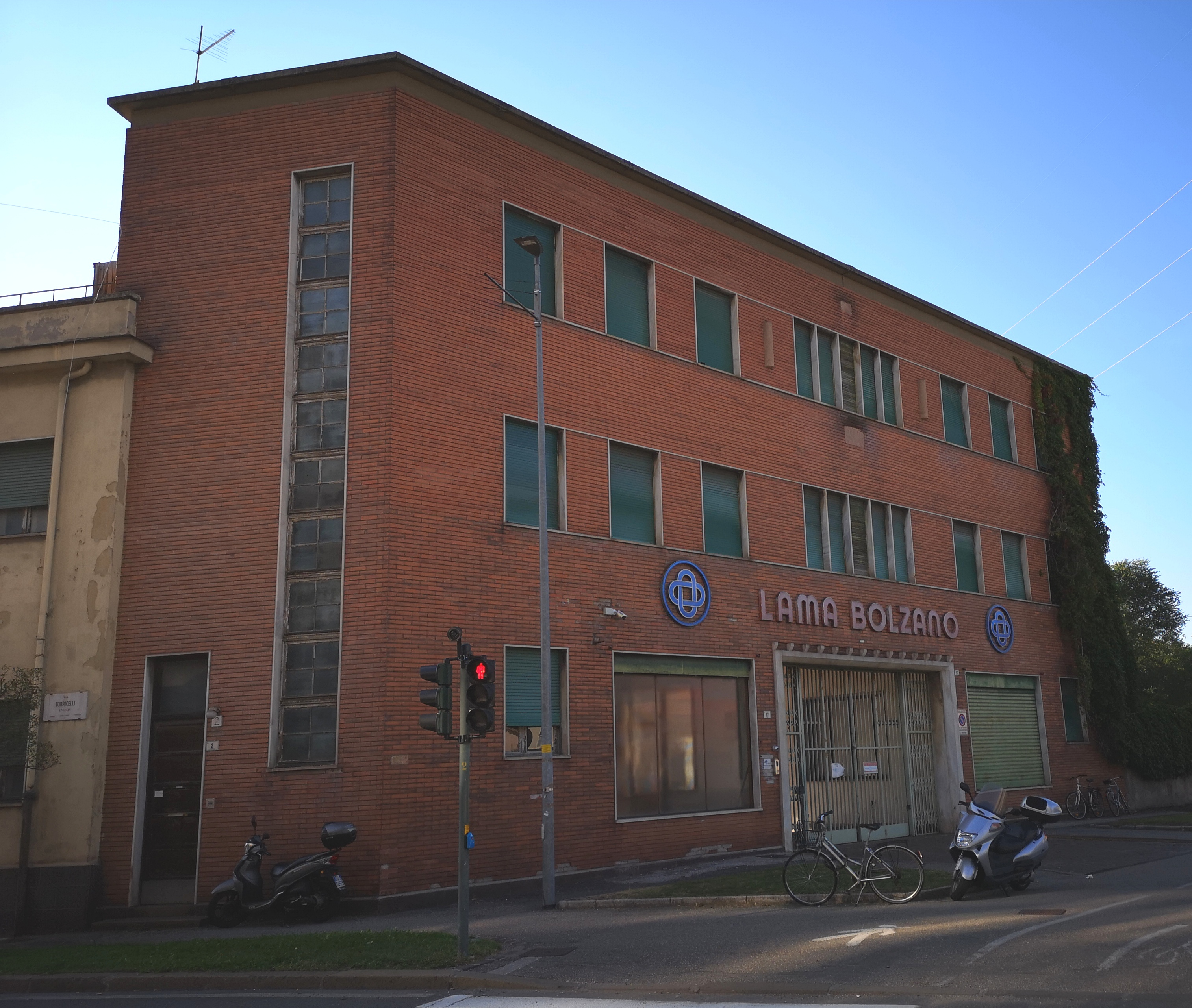
L'edificio principale di Lama Bolzano, nel 2021

Lama Bolzano fu un marchio italiano di lamette da barba. 
Nel 1937 la società per azioni Acciaierie di Bolzano, guidata da Bruno Falck iniziò la produzione di lamette da barba con il marchio Lama Falco, dal cognome dei proprietari. In seguito il marchio venne modificato in Lama Bolzano.
Nel dopoguerra, con il boom economico, il marchio divenne uno dei simboli dei consumi di massa e delle campagne pubblicitarie. Gino Boccasile ne disegnò un manifesto pubblicitario, con una ragazza che suona una fisarmonica di lamette, che divenne famoso in Italia e in Europa. Falck sponsorizzò il Giro d’Italia. 
Le lamette furono pubblicizzate a Carosello dal tenente Sheridan e da Alberto Lionello.
Agli inizi degli anni ’90 il marchio venne rilevato dall’azienda tedesca Feintechnik GmbH, di Eisfeld in Turingia.